# Maria Anna Mozart
Maria Anna Walburga Ignatia Mozart (Salzburgo, 30 de julio de 1751 - Ibídem, 29 de octubre de 1829), también llamada Nannerl y Marianne, fue una famosa música del siglo XVIII. Era la hermana mayor de Wolfgang Amadeus Mozart e hija de Leopold y Anna Maria Mozart.

## Biografía

### Infancia
Con siete años de edad, su padre comenzó a enseñarle a tocar instrumentos de teclado e inicialmente pareció ser una potencial niña prodigio. Leopold la llevó junto a su hermano a muchas ciudades, tales como Viena y París, para explotar sus talentos. Al principio se destacó como excelente intérprete en clave y piano, además que también tenía habilidades para cantar. 
De cualquier forma, dada la opinión de sus padres, frecuente en la sociedad de su época, se hacía imposible que continuara su carrera. De acuerdo al Nuevo Grove, "desde 1769 en adelante, ya no se le permitió mostrar su talento artístico en los viajes con su hermano, ya que había alcanzado la edad de contraer matrimonio". Durante los años 1770, mientras Wolfgang triunfaba artísticamente en Italia junto a su padre, Marianne debía permanecer en su casa junto a su madre, pero a pesar de ello las personas la llamaban con frecuencia para escucharla, ya que su ejecución seguía siendo notable. Igualmente tuvo que quedarse en casa con su padre mientras Wolfgang visitaba París y otras ciudades (1777-1779) con su madre.
Existen evidencias de que Marianne escribió composiciones musicales, como pueden ser las cartas de Wolfgang alabando su trabajo, decía que su obra era hermosa, además que le sugería seguir componiendo, pero la voluminosa correspondencia de Leopold jamás menciona alguna de sus composiciones, y tampoco ha sobrevivido hasta hoy ninguna de ellas. También parte de su día con día practicaba de dos horas en adelante, su padre mencionaba que ella era capaz de acompañar en el clave en cualquier tonalidad, además de descifrar las tonalidades más inesperadas.

### Matrimonio y maternidad
En contraste con su hermano, quien peleaba con su padre y finalmente desobedecía sus deseos respecto a aspectos cruciales (elección de carrera y de esposa), Marianne permanecía completamente servil frente a los deseos de su padre. Se enamoró de Franz D´Ippold, capitán y tutor privado, pero fue forzada por su padre a desechar su propuesta de matrimonio, a pesar de los vanos esfuerzos realizados por Wolfgang de que siguiera sus propias preferencias.
Finalmente, contrajo matrimonio el 23 de agosto de 1784 con un magistrado millonario, Johann Baptist Franz von Berchtold zu Sonnenburg (1736-1801) y se mudó con él a St. Gilgen, una villa austriaca a 25 km al este de Salzburgo, ciudad donde estaba el hogar de la familia Mozart. Sonnenburg era viudo por segunda vez y tenía cinco hijos de sus matrimonios previos, a los cuales Marianne ayudó a criar. También dio a luz tres niños propios: Leopold Alois Pantaleon (1785-1840), Jeanette (1789-1805) y Maria Babette (1790-1791).

### La crianza de su hijo mayor
Un episodio inusual ocurrió en la vida de Marianne cuando dio a luz a su hijo mayor (27 de julio de 1785), a quien llamó Leopoldo al igual que su padre. Ella había viajado desde su hogar en St. Gilgen hasta Salzburgo para el nacimiento. Cuando retornó a St. Gilgen, dejó al bebé al cuidado de su padre y sus sirvientes. El viejo Leopold le dio a conocer, a través de una carta, que prefería criar él mismo al bebé por algunos meses. En 1786 extendió el plazo por un tiempo indefinido. Leopold siguió cuidándo de su nieto, se deleitaba con sus progresos y comenzó con un entrenamiento musical muy prematuro. Marianne vio a su hijo sólo en sus ocasionales visitas, pero en general no estuvo involucrada en su crianza. El acuerdo continuó hasta la muerte del padre de Marianne, Leopold Mozart, el 28 de mayo de 1787.
Los biógrafos difieren en cuáles eran los motivos de este arreglo. El pequeño Leopold estaba enfermo en su infancia, y quizás necesitaba permanecer en Salzburgo por esta razón. Sin embargo, no se explica por qué permaneció ahí después de su recuperación. Otras posibilidades pudieron ser el delicado estado de salud de Marianne o la necesidad de criar a sus hijastros. El biógrafo Maynard Solomon atribuye el acuerdo al deseo de Leopold de revivir sus habilidades en la formación de un genio musical, como lo había hecho con Wolfgang. También sugiere que la entrega de su hijo es un indicio de la subordinación total de Marianne a los deseos de su padre.

Retrato de Maria Anna Mozart, c. 1780.

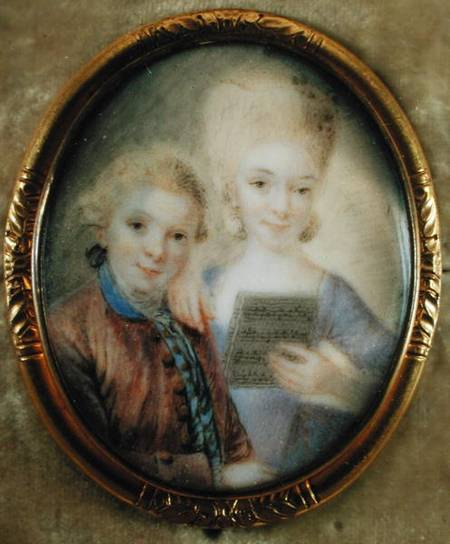
Wolfgang y Nannerl Mozart, c. 1763, por Eusebius Johann Alphen (1741–1772)

### Su relación con Wolfgang
Cuando Mozart era un niño pequeño, adoraba a su hermana mayor. Maynard Solomon escribe, «a los tres años, Mozart se inspiró a estudiar música al observar la instrucción de su padre a Marianne; quería ser como ella». Los dos niños eran muy cercanos, e inventaron un lenguaje secreto y un reino imaginario en el cual ellos eran el rey y la reina. La primera correspondencia de Wolfgang con su hermana era muy cariñosa. Ocasionalmente, Wolfgang escribía en el diario de Marianne, refiriéndose a él mismo en tercera persona.
Wolfgang compuso bastantes obras para su hermana. Hasta 1785 le enviaba copias de sus conciertos de piano a St. Gilgen. Cuando Wolfgang estaba en sus giras musicales, le mandaba a su hermana sus obras de pianoforte, él confiaba plenamente en ella, tanto que le pedía que las revisara y diera una crítica sobre ella, Nannerl tenía un alto juicio musical.
Respecto a la relación entre ellos durante la edad adulta, los autores difieren. De acuerdo al Nuevo Grove, Wolfgang «se mantuvo estrechamente unido a ella». Por el contrario, Maynard Solomon afirma que en su vida posterior Wolfgang y Marianne se distanciaron por completo. Señala, por ejemplo, que después de la infeliz visita de Mozart a Salzburgo en 1783, Wolfgang y Marianne nunca más se visitaron, que nunca conocieron a los hijos del otro, y que su correspondencia disminuyó poco a poco hasta cesar completamente en 1788.
Wolfgang murió el 5 de diciembre de 1791. En algún momento alrededor del 1800, Marianne encontró la biografía de Mozart de 1798 de Franz Xaver Niemetschek. Como esta biografía había sido escrita desde el punto de vista de Viena y de Constanza, gran parte de su contenido era nuevo para Marianne. En una carta de 1800 escribió:

La biografía de Herr Prof. Niemetschek ha reanimado completamente los sentimientos fraternales hacia mi tan ardientemente amado hermano que a menudo me disolvía en lágrimas, ya que es sólo ahora que conocí la triste condición en la que se encontraba mi hermano.

### Últimos años
Después de la muerte de su marido en 1801, Marianne regresó a Salzburgo acompañada por sus dos hijos (una tercera hija había fallecido) y sus dos hijastros, y trabajó como profesora de música; se dice que sus alumnos eran distinguidos por la precisión y exactitud a la hora de tocar el instrumento.
Durante su vejez, Marianne tuvo su primer encuentro con Constanze, la viuda de Mozart, desde su desafortunada visita en 1783. En 1820, Constanze y su segundo marido, Georg Nikolaus Nissen, se mudaron a Salzburgo. Aunque Marianne ni siquiera sabía si Constanze se encontraba viva, el encuentro fue aparentemente cordial pero no cálido. Finalmente Marianne hizo un gran favor a los Nissen: a propósito de la biografía de Mozart que estaban escribiendo, les hizo llegar la colección de las cartas familiares, que incluían la correspondencia entre Wolfgang y su padre Leopold desde 1781 en adelante.
En 1821 Marianne recibió una visita del hijo de Wolfgang, Franz Xaver Wolfgang Mozart, a quien no había conocido durante la vida de su hermano. Franz había venido desde su hogar en Lemberg para dirigir una interpretación del Réquiem de su padre en recuerdo del recientemente fallecido Georg Nissen.
La salud de Marianne decayó en sus últimos años y quedó ciega en 1825. Mary Novello, de visita en 1829, recordó su impresión de la Sra. Berchtold encontrándola "ciega, lánguida, exhausta, débil y casi sin habla", así como solitaria. Erróneamente pensó que Marianne se encontraba empobrecida, aunque de hecho dejó una gran herencia (7.837 florines).
Marianne falleció el 29 de octubre de 1829 y fue enterrada en la cripta comunal de la abadía de San Pedro en Salzburgo.

## Compositora
Aunque tradicionalmente se señala que ninguna de las obras de Nannerl sobrevivieron, el investigador australiano Martin Jarvis señala que ha encontrado la «escritura musical» de Maria Anna, lo que confirmaría que compuso obras que su hermano menor utilizó para aprender a tocar el piano.
Según el estudio, que duró cinco años y fue realizado junto a un forense especialista en documentos, una de las tres personas que escribieron el cuaderno denominado Nannerl Notenbuch, probablemente fue la misma Nannerl.

En el cuaderno, el padre de Mozart ha escrito cuando Mozart aprendió a tocar las piezas. (...) Si su hermana los compuso, ¿estaban compuestos específicamente para que él tocara el piano? ... Como niña en el siglo dieciocho, era muy improbable que Marie Anna alguna vez pusiera su nombre en algo, no se le habría permitido.
Martin Jarvis

Por otra parte la concepción que se tenía de ser compositora en el siglo XVIII, era denominado con una valoración decadente, ya que si la compositora ganaba de su obra era considerado una ganancia equivalente a la de una prostituta. Otro factor que perjudicó a que no fuera considerada como compositora como tal fue que la figura de la mujer era concebida como la persona que cuidaría de la familia, en criar a los hijos y servir en lo que se necesitara en el hogar, también debemos de tener en cuenta que en esta época cuando se hablaba de conseguir dinero era difícil ya que la nobleza era la que tenía el poder al igual que la iglesia, es por ello que se le puede considerar que el papá de los hermanos Mozart fue el culpable por el hecho de que su hija no se diera a relucir como compositora, pero de cierta manera él preparó más a Wolfgang ya que la figura del hombre era más fácil de aceptar en la sociedad y en caso de que Nannerl no se casara, Wolfgang sería la persona que le diera sustento.

## Nannerl Notebuch
Es una colección de 45 piezas creadas por Leopold Mozart para su hija Nannerl con la finalidad de obtener en cada una de ellas una nueva y diferente técnica pianística, la dificultad de esta colección va de lo simple a lo avanzado en las dinámicas, ritmos y articulaciones; cabe decir que las piezas del libro fueron estudiadas y asimiladas por los dos hermanos Mozart e incluso Wolfgang escribió  8 piezas de las 45. En esas 45 piezas hay varias composiciones como allegros, scherzos, marchas, minuetos, andantes y temas con variaciones.

## Marianne en la literatura
- Marianne fue el tema central de una "biografía poética", The Other Mozart, de Sharon Chmielarz.[21]
- La popular escritora Carolyn Meyer escribió acerca de la vida de Nannerl en su novela In Mozart's Shadow: His Sister's Story.[22]
- Nancy Moser escribió Mozart's Sister: A Novel.[23]
- Mozart's Sister, novela de Alison Bauld,[24] se publicó en el Reino Unido en 2005 y en Australia en el 2006. Trata sobre la vida de Marianne a través de las conversaciones con su sobrino Franz Xaver.
- En La sorella di Mozart, una novela de Rita Charbonnier,[25] Nannerl inicialmente cuenta la historia de su vida a través de una serie de cartas ficticias al mayor Franz Armand d'Ippold, de quien está enamorada. Cuando más tarde rompen su relación, poco o nada tiene que ver el padre de Nannerl, Leopold. En este libro, Nannerl es retratada como sumamente frustrada y debilitada por la negativa de su padre a reconocer su habilidad para componer música. Al final del libro, Nannerl va a Viena a la muerte de su hermano, compra los manuscritos que se conservan a su viuda, y al parecer comienza a dedicar su vida a la promoción y el estudio de la música de Wolfgang, a pesar de su alejamiento anterior.
- La escritora Marie Lu utilizó a Nannerl como protagonista de la novela El Reino del Revés (The Kingdom of Back, 2020), una obra juvenil en donde mezclaba historia con fantasía para crear una ucronía en la que sería ella y no su hermano quien lograse todo el reconocimiento.

### Biografías
- Deutsch, Otto Erich (1965). Mozart: A Documentary Biography. Stanford: Stanford University Press. ISBN 0804702330. OCLC 8991008.
- Solomon, Maynard (1995). Mozart: A Life. Nueva York: HarperCollinsPublishers. ISBN 0060190469. OCLC 31435799.
- Stendhal, Stendhal (2006). Vida de Mozart. España: Ediciones Irreverentes. ISBN 9788496115491.
- Eisen, Cliff; et al. «Mozart». Grove Music Online Se necesita suscripción. Consultado el 25 de septiembre de 2010.

### Literatura con Maria Anna Mozart como personaje principal
- Bauld, Alison (2005). Mozart's Sister. Londres: Alcina Press. ISBN 9780955071300. OCLC 64769121.
  - Bauld ha publicado además un diario ficticio de Nannerl Mozart en Nannerls' blog.
- Charbonnier, Rita (2007). Mozart's Sister: A Novel. Ann Goldstein (trans.). Nueva York: Crown Publishing Group. ISBN 0307346781. OCLC 132585106. Originalmente publicado en Italia como: 
  - (italiano) Charbonnier, Rita (2006). La sorella di Mozart: romanzo. Milán: Corbaccio. ISBN 9788879727594. OCLC 64219881.
- Chmielarz, Sharon (2001). The Other Mozart: Poems. Princeton: Ontario Review Press. ISBN 0865381011. OCLC 45207996.
- Meyer, Carolyn (2008). In Mozart's Shadow: His Sister's Story. Houghton Mifflin Harcourt. ISBN 9780152055943. OCLC 180689946.
- Moser, Nancy (2006). Mozart's Sister. Mineápolis: Bethany House. ISBN 9780764201233. OCLC 70045811.